# Likoed
(De) Likoed (Hebreeuws: הליכוד
– uitspraak: /lie-koed/ - HaLikud, Nederlands: De Eenheid) is een politieke partij in Israël van conservatief-liberale en zionistische signatuur. Ook is ze seculier, maar er is een zekere religieus-zionistische invloed te bespeuren.

## Geschiedenis
Likoed baseert zich op het revisionistisch zionisme van Ze'ev Jabotinsky en de samenwerking ontstond in 1973 als unie tussen de Cheroet (חירות - Vrijheid) van Menachem Begin en diverse liberale partijen waaronder Gahal. Begin geldt als de oprichter van Likoed maar ook Ariel Sharon droeg in belangrijke mate aan de oprichting bij. In 1988 werd de unie omgevormd tot een eenheidspartij.
Ook andere belangrijke politici, zoals Silvan Shalom, Limor Livnat en oud-president Moshe Katsav zijn lid van Likoed.
Nadat Sharon eind 2005 Kadima oprichtte, zijn veel politici uit Likoed naar deze partij overgestapt, zoals premier Ehud Olmert, minister van buitenlandse zaken Tzipi Livni (die later weer afsplitste om Hatnua te stichten) en minister van justitie Meir Sheetrit.

## Premiers
Tot 1977 zat Likoed in de oppositie, met uitzondering van de deelname door haar voorlopers aan een kortstondige eenheidsregering tijdens de Zesdaagse Oorlog in 1967. Daarna was de partij bijna onafgebroken aan de macht; soms als partner in coalitieregeringen met de Arbeidspartij, maar in de 21e eeuw veelal als de grootste deelnemer aan rechtse coalitieregeringen. Ze leverde de volgende premiers:
- Menachem Begin (1977-1983)
- Yitzhak Shamir (1983-1984 en 1986-1992)
- Benjamin Netanyahu (1996-1999, 2009-2021 en 2022-heden)
- Ariel Sharon (2001-2006)

## Palestijnse kwestie en Golanhoogten
Likoed was lange tijd tegen de vorming van een zelfstandige Palestijnse staat maar staat daar tegenwoordig minder negatief tegenover, al blijft zij wel haar reserves houden. Likoed streeft in de plaats daarvan een sterkere Palestijnse economie na. Wel stelt zij zich ‘hard’ jegens de Palestijnen op, in die zin dat zij tegen het eenzijdig overdragen van land aan hen is.
Voorts wil Likoed de Golanhoogten behouden, is zij tegen een deling van Jeruzalem en voor uitbreiding van Israëlische nederzettingen op de Westelijke Jordaanoever.
Begin februari 2019 tekenden elf Likoed-kopstukken (Yuli-Yoel Edelstein, Yisrael Katz, Yariv Levin, Zeev Elkin, Gilad Erdan, Miri Regev, Tzachi Hanegbi, Ayoob Kara, Yoav Gallant, Gila Gamliel en Ofir Akunis) op een na allen ministers) een petitie met een verklaring van de Nahala-(kolonisten)beweging gericht aan de (komende) regering “om 2 miljoen joden te vestigen op héél de Westelijke Jordaanoever (met inbegrip van gebied buiten de ‘officiële’ Israëlische nederzettingenblokken” (die door de internationale gemeenschap (Verenigde Naties) niet erkend worden) onder het motto: “Het Land van Israël, één land voor één volk”. Daartoe zou de tweestatenoplossing losgelaten moeten worden.

## Partijsplitsing
Sharon vond dat hij te weinig steun ontving binnen de eigen partij voor zijn ontruimingsplannen van de Israëlische nederzetting in de Gazastrook. Vooral de rechtervleugel van de partij onder leiding van Benjamin Netanyahu roerde zich flink. De rechtervleugel lokte een referendum uit binnen de partij over Sharons ontruimingsplannen. Dit referendum binnen de partij werd in september 2005 gehouden. De krappe meerderheid van de partijleden (52%) steunde de ontruimingsplannen niettemin. In oktober 2005 sloten oppositionele Likoedleden in de Knesset zich aan bij de oppositie. Op deze manier verloor Sharon de macht binnen de partij. Daarnaast blokkeerden de oppositionele Likoedleden in de Knesset twee ministerbenoemingen van Sharon.
In november 2006 kondigde de nieuwgekozen partijvoorzitter van de Arbeidspartij, Amir Peretz aan, zich uit de coalitie te zullen terugtrekken. Sharon zag zich nu gedwongen nieuwe verkiezingen uit te schrijven voor maart 2006. Op 21 november 2005 stapte Sharon samen met zijn aanhang uit Likoed en vormden even later de nieuwe centrumpartij Kadima.

## Netanyahu opnieuw partijleider
Bij de partijverkiezingen in december 2005 stemden 44,4% van de Likoedleden voor Netanyahu als partijleider. Tegenkandidaat Silvan Shalom bleef steken op 33%. Dit betekende dat Netanyahu, die al van 1996 tot 1999 partijvoorzitter was, dit ambt opnieuw mocht gaan bekleden.

## Verkiezingen 2003
In de verkiezingen van 2003 behaalde de Likoed onder leiderschap van Ariel Sharon 38 zetels en werd daarmee wederom de grootste politieke partij van Israël. De tweemansfractie van de voormalige Sovjet-Russische dissident Natan Sharansky (“Jisraël Ba'aliya”) sloot zich na een tegenvallend verkiezingsresultaat aan bij de Likoed. Daarom heeft de Likoed 40 zetels van de 120 in de Knesset. Sinds het besluit van de regering Sharon om de Israëlische nederzettingen in Gaza te ontruimen, stemden vele parlementsleden van de eigen partij tegen de regering. Om zijn besluit toch door te zetten, werd Sharon gedwongen de coalitie met Shinui te beëindigen en in plaats daarvan een coalitie met de Arbeidspartij en het Verenigd Thora-jodendom aan te gaan.

## Verkiezingen 2006
In de peilingen stond Netanyahu’s Likoed er slecht voor. Niet alleen bleek Netanyahu’s nationalistische koers niet aan te slaan bij de bevolking, maar ook zijn plannen voor een neoliberaal economisch beleid vielen niet in goede aarde.
Bij de parlementsverkiezingen van 2006 leed Likoed een grote nederlaag. De partij verloor 27 van de 38 zetels en behield slechts 12 zetels in de Knesset. Deze historische nederlaag veranderde het partijlandschap van Israël aanzienlijk. Waren het voorheen de Arbeidspartij en Likoed die de dienst uitmaakten, nu draait het vooral om Kadima en de Arbeidspartij. Likoed is thans de derde partij in de Knesset (na Kadima, Arbeidspartij, en samen met Shas).

## Verkiezingen 2009
In de peilingen ging Likoed - opnieuw aangevoerd door Netanyahu - aan kop. Na de verkiezingen bleek Kadima Likoed met één zetel te zijn voorgebleven maar wel had Likoed een monsterzege van vijftien zetels behaald. Likoed had deze winst te danken aan de verrechtsing die in de Israëlische politiek was opgetreden, veroorzaakt door de toegenomen spanningen met de Palestijnen uit vooral de Gazastrook, uitmondend in de Israëlische inval begin 2009 in dat gebied. Om al deze redenen leek het president Shimon Peres beter om Netanyahu met de formatie te belasten en niet Tzipi Livni van Kadima, een unicum in de Israëlische politiek omdat tot dan toe nog nooit de grootste partij als eerste was gepasseerd voor de formatieopdracht.
Netanyahu mikte op een regering van nationale eenheid maar Livni wilde niet in een regering onder zijn leiding zitten en de Arbeidspartij koos aanvankelijk vanwege haar forse verlies voor de oppositie. Zodoende moest hij ter rechterzijde coalitiegenoten vinden, zoals de rechts-nationalistische Jisrael Beeténoe en de religieus-rechtse Shas. De mogelijkheden daartoe waren aanwezig omdat het rechtse blok de winnaar van de verkiezingen was en daardoor nu 65 van de 120 zetels in de Knesset innam. Uiteindelijk kwam het kabinet-Netanyahu II uit de bus, een rechts-nationalistische regering met een religieuze en aanvankelijk ook een linkse inbreng (de Arbeidspartij stapte later uit de regering).

## Verkiezingen 2013
Voor de parlementsverkiezingen van 2013 ging de Likoed een lijstverbinding aan met Jisrael Beeténoe. De twee partijen behaalden samen 31 zetels en vormden de fractie Likoed-Jisrael Beeténoe. Twintig leden van die fractie kwamen van de Likoed. Op 7 juli 2014 stapte Jisrael Beeténoe uit de gezamenlijke fractie. Op 6 augustus dat jaar stapte Knessetlid Shama op maar werd vervangen door een kandidaat van Jisrael Beeténoe waardoor Likoed sindsdien nog maar over negentien zetels beschikte.
Netanyahu was in staat een nieuwe coalitie te smeden waardoor in maart 2013 het kabinet-Netanyahu III het licht zag. Deze regering bestond behalve uit Likoed uit partijen die nationalistischer (Jisrael Beeténoe, Het Joodse Huis) of minder nationalistisch (Hatnuah, Yesh Atid) dan Likoed zijn.
Netanyahu ligt onder vuur van een aantal nationalistische leden uit de rechtervleugel van de partij. Zij zijn geschaard rondom de persoon van Danny Danon en worden daarom wel de ‘danonisten’ genoemd. Zij zien niets in de oprichting van een onafhankelijk Palestina, zijn daarom tegen de tweestatenoplossing en willen dat de vestiging van Israëlische nederzettingen op de Westelijke Jordaanoever doorgaat. Ook wensen ze een joodser Israël en een hooggerechtshof met minder bevoegdheden.
Tot deze danonisten behoren (onder meer):
- Danny Danon, ex-staatssecretaris voor defensie
- Yuli-Yoel Edelstein, Knessetvoorzitter
- Ze'ev Elkin, ex-staatssecretaris voor buitenlandse zaken
- Tzipi Hotovely, staatssecretaris voor transport
- Yariv Levin, fractie- en coalitieleider

## Verkiezingen 2015
De parlementsverkiezingen van 2015 leverde Likoed een grote verkiezingswinst, de partij steeg van 18 naar 30 zetels in het parlement. Partijleider Netanyahu trachtte direct een rechts kabinet samen te stellen hetgeen hem uiteindelijk in mei lukte. Jisrael Beeténoe, de samenwerkingspartner uit de vorige kabinetsperiode, haakte uiteindelijk af. Het op 14 mei 2015 van start gegaan zijnde kabinet-Netanyahu IV wordt als het meest rechtse kabinet uit de Israëlische geschiedenis beschouwd. Behalve drie meer of minder rechtse partijen doen ook twee orthodox-religieuze partijen mee.

## Verkiezingen 2019
Een paar dagen voor de verkiezingen van 9 april 2019 zei Benjamin Netanyahu in een interview dat hij, als hij de verkiezingen wint, de Joodse nederzettingen op de westelijk Jordaanoever officieel Israëlisch grondgebied wil verklaren. Dit gebied telt ongeveer 400.000 inwoners. De Likoed haalde 35 zetels in de 21e Knesset.

## Partijleiders
| Partijleiders | Partijleiders      | Partijleiders                            | Termijn                           | Leeftijd | Verkiezing(en) | Premier                                      |
| ------------- | ------------------ | ---------------------------------------- | --------------------------------- | -------- | -------------- | -------------------------------------------- |
|               | Menachem Begin     | Menachem Begin מְנַחֵם בֵּגִין (1913–1992)     | 23 april 1973 – 10 oktober 1983   | 59–70    | 1977           | Premier (1977–1983)                          |
| 1981          | Menachem Begin     | Menachem Begin מְנַחֵם בֵּגִין (1913–1992)     | 23 april 1973 – 10 oktober 1983   | 59–70    |                | Premier (1977–1983)                          |
|               | Yitzhak Shamir     | Yitzhak Shamir יִצְחָק שָׁמִיר (1915–2012)     | 10 oktober 1983 – 3 february 1993 | 68–77    | 1984           | Premier (1983–1983 1986–1992)                |
| 1988          | Yitzhak Shamir     | Yitzhak Shamir יִצְחָק שָׁמִיר (1915–2012)     | 10 oktober 1983 – 3 february 1993 | 68–77    |                | Premier (1983–1983 1986–1992)                |
| 1992          | Yitzhak Shamir     | Yitzhak Shamir יִצְחָק שָׁמִיר (1915–2012)     | 10 oktober 1983 – 3 february 1993 | 68–77    |                | Premier (1983–1983 1986–1992)                |
|               | Benjamin Netanyahu | Benjamin Netanyahu בִּנְיָמִין נְתַנְיָהוּ (1949)  | 3 february 1993 – 6 juli 1999     | 43–49    | 1996           | Premier (1996–1999)                          |
| 1999          | Benjamin Netanyahu | Benjamin Netanyahu בִּנְיָמִין נְתַנְיָהוּ (1949)  | 3 february 1993 – 6 juli 1999     | 43–49    |                | Premier (1996–1999)                          |
|               | Ariel Sharon       | Aluf Ariel Sharon אֲרִיאֵל שָׁרוֹן (1928–2014) | 6 juli 1999 – 23 november 2005    | 71–77    | 2001           | Premier (2001–2006)                          |
| 2003          | Ariel Sharon       | Aluf Ariel Sharon אֲרִיאֵל שָׁרוֹן (1928–2014) | 6 juli 1999 – 23 november 2005    | 71–77    |                | Premier (2001–2006)                          |
| Vacant        |                    |                                          |                                   |          |                |                                              |
|               | Benjamin Netanyahu | Benjamin Netanyahu בִּנְיָמִין נְתַנְיָהוּ (1949)  | 20 december 2005 – heden          | 56–73    | 2006           | Premier (1996–1999) (2009–2021) (2022–heden) |
| 2009          | Benjamin Netanyahu | Benjamin Netanyahu בִּנְיָמִין נְתַנְיָהוּ (1949)  | 20 december 2005 – heden          | 56–73    |                | Premier (1996–1999) (2009–2021) (2022–heden) |
| 2013          | Benjamin Netanyahu | Benjamin Netanyahu בִּנְיָמִין נְתַנְיָהוּ (1949)  | 20 december 2005 – heden          | 56–73    |                | Premier (1996–1999) (2009–2021) (2022–heden) |
| 2015          | Benjamin Netanyahu | Benjamin Netanyahu בִּנְיָמִין נְתַנְיָהוּ (1949)  | 20 december 2005 – heden          | 56–73    |                | Premier (1996–1999) (2009–2021) (2022–heden) |
| 2019 (apr)    | Benjamin Netanyahu | Benjamin Netanyahu בִּנְיָמִין נְתַנְיָהוּ (1949)  | 20 december 2005 – heden          | 56–73    |                | Premier (1996–1999) (2009–2021) (2022–heden) |
| 2019 (sep)    | Benjamin Netanyahu | Benjamin Netanyahu בִּנְיָמִין נְתַנְיָהוּ (1949)  | 20 december 2005 – heden          | 56–73    |                | Premier (1996–1999) (2009–2021) (2022–heden) |
| 2020          | Benjamin Netanyahu | Benjamin Netanyahu בִּנְיָמִין נְתַנְיָהוּ (1949)  | 20 december 2005 – heden          | 56–73    |                | Premier (1996–1999) (2009–2021) (2022–heden) |
| 2021          | Benjamin Netanyahu | Benjamin Netanyahu בִּנְיָמִין נְתַנְיָהוּ (1949)  | 20 december 2005 – heden          | 56–73    |                | Premier (1996–1999) (2009–2021) (2022–heden) |
| 2022          | Benjamin Netanyahu | Benjamin Netanyahu בִּנְיָמִין נְתַנְיָהוּ (1949)  | 20 december 2005 – heden          | 56–73    |                | Premier (1996–1999) (2009–2021) (2022–heden) |

## Zetelverdeling
| Zetelverdeling periode 1973-heden |

| Knesset     | Tijdvak                     | Begin | Eind | Opmerkingen                                         |
| 8e Knesset  | 1973-1977                   | 39    | 40   |                                                     |
| 9e Knesset  | 1977-1981                   | 43    | 40   |                                                     |
| 10e Knesset | 1981-1984                   | 48    | 46   |                                                     |
| 11e Knesset | 1984-1988                   | 41    | 43   |                                                     |
| 12e Knesset | 1988-1992                   | 40    | 38   |                                                     |
| 13e Knesset | 1992-1996                   | 32    | 29   |                                                     |
| 14e Knesset | 1996-1999                   | 32    | 19   | Breuk partijverbinding met Gesher, Herut en Tzomet  |
| 15e Knesset | 1999-2003                   | 19    | 21   |                                                     |
| 16e Knesset | 2003-2006                   | 38    | 27   | Overstap naar Kadima                                |
| 17e Knesset | 2006-2009                   | 12    | 12   |                                                     |
| 18e Knesset | 2009-2013                   | 27    |      |                                                     |
| 19e Knesset | 2013-2015                   | 31    | 19   | Breuk partijverbinding met Yisrael Beiteinu         |
| 20e Knesset | 2015-april 2019             | 30    |      |                                                     |
| 21e Knesset | april-september 2019        | 35    |      |                                                     |
| 22e Knesset | september 2019 - maart 2020 | 32    |      |                                                     |
| 23e Knesset | maart 2020 - maart 2021     | 36    | 37   | Orli Levi-Abekasis (Gesher) stapte over naar Likoed |
| 24e Knesset | maart 2021 - november 2022  | 30    |      |                                                     |
| 25e Knesset | november 2022 - heden       | 32    |      |                                                     |

## Parlementariërs en bewindslieden in de 19e Knesset (2013-2015)
Verkozen Knessetleden van de kandidatenlijst van Likoed voor de verkiezingen van 2013 voor de 19e Knesset alsmede Likoedleden van het daarna aangetreden kabinet-Netanyahu III:
1. Benjamin Netanyahu, premier
2. Gideon Sa'ar, minister van Binnenlandse Zaken
3. Gilad Erdan, minister van Communicatie en Thuisfrontverdediging
4. Silvan Shalom, minister van Energie en Waterbronnen, Ontwikkeling van de Negev en Galilea alsook van Regionale Samenwerking
5. Yisrael Katz, minister van Vervoer
6. Danny Danon, ex-staatssecretaris voor defensie
7. Carmel Shama[7]
8. Moshe Ya'alon, ex-minister van Defensie
9. Ze'ev Elkin, ex-staatssecretaris voor buitenlandse zaken
10. Tzipi Hotovely, staatssecretaris voor vervoer
11. Yariv Levin, fractie- en coalitieleider
12. Yuli Edelstein, Knessetvoorzitter
13. Haim Katz
14. Miri Regev
15. Moshe Feiglin
16. Yuval Steinitz, minister van Inlichtingen, Internationale Betrekkingen en Strategische Zaken
17. Tzachi Hanegbi, staatssecretaris voor buitenlandse zaken
18. Limor Livnat, minister van Cultuur en Sport
19. Ofir Akunis, staatssecretaris voor algemene zaken
20. Gila Gamliel

## Parlementariërs in de 20e Knesset (vanaf 2015)
Likoed behaalde dertig zetels bij de verkiezingen op 17 maart 2015.
1. Benjamin Netanyahu (premier)
2. Gilad Erdan
3. Yuli Edelstein (Knesset-voorzitter)
4. Yisrael Katz
5. Miri Regev
6. Silvan Shalom[8]
7. Moshe Ya'alon
8. Ze'ev Elkin
9. Danny Danon[9]
10. Yariv Levin
11. Benny Begin
12. Tzachi Hanegbi
13. Yuval Steinitz
14. Gila Gamliel
15. Ofir Akunis
16. David Bitan
17. Haim Katz
18. Jackie Levy
19. Yoav Kish
20. Tzipi Hotovely
21. Dudu Amsalem
22. Miki Zohar
23. Anat Berko
24. Ayoob Kara
25. Nava Boker
26. Avi Dichter
27. Avraham Neguise
28. Nurit Koren
29. Yaron Mazuz
30. Oren Hazan